# Аммон, Кристоф Фридрих фон
Кристоф Фридрих фон Аммон (нем. Christoph Friedrich Ammon; 1766—1850)— известный протестантский филолог, богослов и педагог.

## Биография
Кристоф Фридрих фон Аммон родился 16 января 1766 года в баварском городе Байройте.
По окончании университета Эрлангена — Нюрнберга занял там же в 1789 году кафедру философии, в 1790 перешёл на кафедру богословия и в 1792 году был назначен университетским проповедником.
Согласно «ЭСБЕ», Кристоф Фридрих фон Аммон — «Человек живого, гибкого ума, разносторонне образованный, хороший оратор, он приобрел благодаря высокому положению, которое занимал в церковной иерархии, и многочисленным сочинениям, большое влияние, хотя в области научного богословия не сделал ничего выдающегося. Стоя на почве кантовского рационализма, Аммон старается в своей „Biblische Theologie“ (3 т., Эрланг., 1801—2) очистить Библию от всего чудесного и таинственного, заменяя это естественными, вытекающими из нравственного чувства, объяснениями. В первое время своего пребывания в Дрездене он был отчасти приверженцем церковной ортодоксальности, но уже в своем сочинении „Fortbildung des Christentums zur Weltreligion. Eine Ansicht der höhern Dogmatik“ (2-е изд., 4 т., Лейпц., 1836—40) приходит вновь к рационализму. Амон высказывает тут мысль, что последовательное применение разума к вопросам веры обратило религию откровения в чисто рациональную мировую религию».
Кристоф Фридрих фон Аммон скончался 21 мая 1850 года в городе Дрездене.
Сын Вильгельм Фридрих Филипп выбрал, как и отец, своей профессией теологию, а последние годы жизни занимал кафедру отца в университете Эрлангена — Нюрнберга. Сын Август фон Аммон стал офтальмологом.